# Käpt’n Blaubär – Der Film
Käpt’n Blaubär – Der Film ist ein 1999 erschienener Zeichentrickfilm nach einem Drehbuch von Walter Moers. Regie führte Hayo Freitag.  2000 wurde er in der Kategorie bester Kinder- und Jugendfilm mit dem Deutschen Filmpreis in Gold ausgezeichnet.
Der Film erzählt eine Episode aus den Erlebnissen der Zeichentrick- und Literaturfigur Käpt’n Blaubär, die 1988 von Walter Moers erdacht und durch die Sendung mit der Maus und das Buch Die 13 1/2 Leben des Käpt’n Blaubär bekannt wurde.
Die Synchronisation der Hauptfigur übernahm Wolfgang Völz, seinen Gegenspieler Prof. Dr. Feinfinger synchronisierte der deutsche Komiker Helge Schneider. Die Sängerin Juliette und die Punkband Die Ärzte steuerten jeweils ein Lied für den Abspann bei.

## Handlung
Käpt’n Blaubärs Erzfeind Prof. Dr. Feinfinger, entführt die Enkel Blaubärs, drei kleine Bärchen, aus seiner Obhut, um sich an Käpt’n Blaubär zu rächen. Dieser hatte Jahre zuvor Feinfingers Pläne, die Welt zu erobern, zunichtegemacht.
Zusammen mit seinem Freund Hein Blöd macht sich Blaubär auf den Weg, seine Enkel zu befreien. Dabei trifft er unter anderem auf Krokodilpiraten und Wellenzwerge und kommt mit Feinfingers Hinterlist in Kontakt, bevor er letztendlich die Bärchen befreien kann.

## Kritik
Der Film stieß auf ein positives Echo. So beschrieb Der Spiegel die Handlung, die nicht auf den Episoden aus der Sendung mit der Maus basierte, als „[…]so fintenreich, wie man das von seinem Über-Ich Walter Moers (Drehbuch) gewohnt ist.“